# Sauk Rapids
Sauk Rapids ist eine Stadt im Benton County im US-Bundesstaat Minnesota. Das U.S. Census Bureau hat bei der Volkszählung 2020 eine Einwohnerzahl von 13.862 ermittelt.

## Geschichte
Sauk Rapids war ursprünglich nicht viel mehr als ein Wald von Eichen, Ahorn und Linden am Ufer des Mississippi River, bis im Jahre 1851 das erste Wohnhaus errichtet wurde. Es handelte sich dabei um ein Herrenhaus mit dem Namen Lynden Terrace, das von W.H. Wood errichtet wurde. Schon kurz darauf folgten andere Siedler. Die Siedlung bekam ihren Namen nach den Stromschnellen unterhalb der Mündung des Sauk River in den Mississippi. Es wurde bald ein Lagerhaus gebaut und danach ein Hotel und ein Gefängnis.
Im Jahre 1856 wurde der County Seat nach Watab verlegt, aber schon 1859 erneuert. Ein neues Gerichtsgebäude wurde gebaut, im Jahre 1897 wurde der Sitz des County jedoch endgültig nach Foley verlegt, wo er sich noch heute befindet. 1917 brannte das Gerichtsgebäude ab. Die ersten Siedler erbauten eine kongregationale Kirche, die schon bald von einer Methodistenkirche gefolgt wurde und später von Kirchenbauten der Episkopalkirche und der Lutheraner. Die erste Zeitung in Minnesota außerhalb von St. Paul war der „Sauk Rapids Frontiersman“, der 1854 erstmals erschien. Im Jahre 1876 wurde die erste Brücke über den Mississippi River errichtet. die allerdings später in demselben Jahr zerstört und 1879 wieder erbaut wurde. Die Getreidemühle entstand 1875, wurde aber schon 1886 zerstört. 1874 war Sauk Rapids Endstation einer Eisenbahnlinie. Die Stadt war ein Umschlagsort für Waren der Siedler des nördlichen Red River Valley. Eine zweiwöchentliche Postkutschen-Verbindung bestand nach St. Cloud und Crow Wing. Die erste Schule wurde 1886 erbaut.
Bis 1886 war Sauk Rapids eine der wichtigsten Städte in Minnesota, aber am 14. April nachmittags fegte ein Tornado durch die Stadt. Die Windhose nahm ihren Weg durch das Zentrum der Stadt und zerstört alle örtlichen Geschäfte, 44 Einwohner wurden getötet und hunderte verletzt. Die Katastrophe war ein Rückschlag für den Ort und trotz des Wiederaufbaus hat er nicht mehr seine frühere Bedeutung erlangt.

## Geografie
Nach Angaben des United States Census Bureau hat die Stadt eine Fläche von 12,5 km², 11,8 km² davon entfallen auf Landflächen und 0,6 km² auf Gewässer.

## Demografische Daten
Beim United States Census 2000 wurden Sauk Rapids 10.213 Einwohner in 3921 Haushalten und 2599 Familien gezählt. Die Bevölkerungsdichte betrug 862,9 Einwohner/km². Die Zahl der Wohneinheiten war 4017, das entspricht einer Dichte von 339,4 Wohnungen/ km².
Die Einwohner bestanden im Jahre 2000 zu 97,11 % aus Weißen, 0,57 % African American, 0,31 % Native American, 0,78 % Asiaten, 0,04 % Pacific Islander, 0,23 % stammten von anderen Rassen und 0,96 % von zwei oder mehr Rassen ab. 1,08 % der Bevölkerung gaben beim Census an, Hispanos oder Latinos zu sein.
In 37,9 % der Haushalte lebten Kinder unter 18 Jahren und in 52,1 % der Haushalte lebten verheiratete Paare zusammen, 10,9 % der Haushalte hatten einen weiblichen Haushaltsvorstand ohne anwesenden Ehemann und 33,7 % der Haushalte bildeten keine Familien. 26,2 % aller Haushalte bestanden aus Einzelpersonen und in 10,3 % war jemand im Alter von 65 Jahren oder älter allein lebend. Die durchschnittliche Haushaltsgröße war 2,53 Personen und die durchschnittliche Familie bestand aus 3,09 Personen.
Von der Einwohnerschaft waren 28,1 % weniger als 18 Jahre alt, 9,6 % entfielen auf die Altersgruppe von 18 bis 24 Jahre, 33,4 % waren zwischen 25 und 44 Jahre alt und 17,8 % zwischen 45 und 64 Jahre. 11,2 % waren 65 Jahre alt oder älter. Das Durchschnittsalter war 32 Jahre. Auf jeweils 100 Frauen entfielen 91,5 Männer; bei den über 18-Jährigen entfielen auf 100 Frauen jeweils 86,1 Männer.
Das Durchschnittseinkommen pro Haushalt betrug 45.857 US-$ und das mittlere Familieneinkommen war 53.938 US-$. Die Männer verfügten durchschnittlich über ein Einkommen von 36.074 US-$, gegenüber 24.657 US-$ für Frauen. Das Pro-Kopf-Einkommen belief sich auf 19.510 US-$. Etwa 2,8 % der Familien und 4,9 % der Bevölkerung lebten unterhalb der Armutsgrenze; dies betraf 4,5 % derer unter 18 Jahren und 10,2 % der Altersgruppe 65 Jahre oder älter.